# Prakash Amritraj
Prakash Michael Amritraj (ur. 2 października 1983 w Los Angeles) – hinduski tenisista, reprezentant w Pucharze Davisa.
Amritraj jest synem hinduskiego tenisisty Vijaya Amritraja. Ma również młodszego brata, Vikrama Amritraja.

## Kariera tenisowa
Karierę zawodową rozpoczął w 2003 roku. W tym samym sezonie wygrał zawody rangi ATP Challenger Tour w grze podwójnej w Tumkurze. Partnerem deblowym hindusa był Rik de Voest.
W sezonie 2004 doszedł do finału z cyklu ATP Challenger Tour w Ferganie (porażka z Igorem Kunicynem), a w 2005 roku w Forest Hills (porażka z Frédérikiem Niemeyerem).
Na początku stycznia 2006 roku osiągnął finał turnieju kategorii ATP World Tour w grze podwójnej w Ćennaju, grając wspólnie z Rohanem Bopanną. Mecz o tytuł przegrali z parą Michal Mertiňák–Petr Pála 2:6, 5:7. W październiku razem z Rohanem Bopanną zwyciężyli w zmaganiach deblowych podczas rozgrywek ATP Challenger Tour w Aptos.
Podczas sezonu 2007 wygrał trzy turnieje z serii ITF Men’s Circuit, najpierw w maju Futures (F3) w Indiach, a w czerwcu (F4) oraz (F5). W tym samym roku awansował do ćwierćfinału rozgrywek rangi ATP World Tour w Newport. Mecz o półfinał przegrał z Nicolasem Mahutem.
Swój największy singlowy sukces odniósł w senonie 2008 dochodząc do finału turnieju ATP World Tour w Newport, eliminując m.in. Franka Dancevicoa. Spotkanie finałowe rozegrał z Fabrice’em Santoro. Francuz pokonał Amritraja 6:3, 7:5. W deblu hinduski tenisista wygrał dwie imprezy ATP Challenger Tour, najpierw wraz z Aisamem-ul-Haq Qureshim w Dublinie, a potem z Jessem Levinem w Louisville.
W roku 2009 Hindus wygrał w grze podwójnej rozrywki ATP Challenger Tour Dallas (razem z Rajeevem Ramem). W czerwcu razem z Aisamem-ul-Haq Qureshim doszedł do III rundy wielkoszlemowego Wimbledonu. Pojedynek o ćwierćfinał przegrali z jedną z czołowych par deblowych w rankingu, Maheshem Bhupathim i Markiem Knowlesem.
Najwyżej sklasyfikowany w rankingu singlistów był w czerwcu 2009 roku na 154. miejscu, natomiast w klasyfikacji deblistów w październiku 2009 roku zajmował 119. pozycję.

### Finały w turniejach ATP World Tour
| Legenda                       |
| Wielki Szlem                  |
| Tennis Masters Cup            |
| ATP Masters Series            |
| Igrzyska olimpijskie          |
| ATP International Series Gold |
| ATP International Series      |

#### Gra pojedyncza (0–1)
| Końcowy wynik | Nr | Data          | Turniej | Nawierzchnia | Przeciwnik      | Wynik finału |
| ------------- | -- | ------------- | ------- | ------------ | --------------- | ------------ |
| Finalista     | 1. | 13 lipca 2008 | Newport | Trawiasta    | Fabrice Santoro | 3:6, 5:7     |

#### Gra podwójna (0–1)
| Końcowy wynik | Nr | Data            | Turniej | Nawierzchnia | Partner       | Przeciwnicy               | Wynik finału |
| ------------- | -- | --------------- | ------- | ------------ | ------------- | ------------------------- | ------------ |
| Finalista     | 1. | 9 stycznia 2006 | Ćennaj  | Twarda       | Rohan Bopanna | Michal Mertiňák Petr Pála | 2:6, 5:7     |